# Alstom Metropolis 9000
El Alstom Metropolis 9000 es un modelo de tren metropolitano desarrollado por la empresa francesa Alstom, diseñado para operar en sistemas de transporte urbano como el metro. Este modelo forma parte de la familia Metropolis, una línea de trenes modulares y altamente personalizables que se utilizan en diversas ciudades alrededor del mundo.

## Datos técnicos
- Procedencia:  España -  España  Perú  República Dominicana  México  Panamá
- Período de fabricación: 2002 - 2024
- Fabricante: Alstom
- Alimentación: Pantógrafo: 15.000 V
- Velocidad máxima: 80 km/h
- Puertas: 4 por coche y costado
- Aceleración y desaceleración: 1 m/sg2 / 1,2 m/sg2
- Composición:
  - 3 coches (Ma-R-Ma)
  - 5 coches (Ma-Mb-R-Mb-Ma)
  - 6 coches (Ma-Mb-Mb-R-Mb-Ma)

## Diseño y Características
El Metropolis 9000 está concebido para ofrecer una combinación de eficiencia, confort y sostenibilidad. Su diseño incluye:
- Carrocería de aluminio: Ligera y resistente, lo que reduce el consumo energético y mejora la durabilidad.

- Interiores modulares: Espacios configurables para optimizar la capacidad de pasajeros, con opciones como asientos longitudinales o transversales.[2]

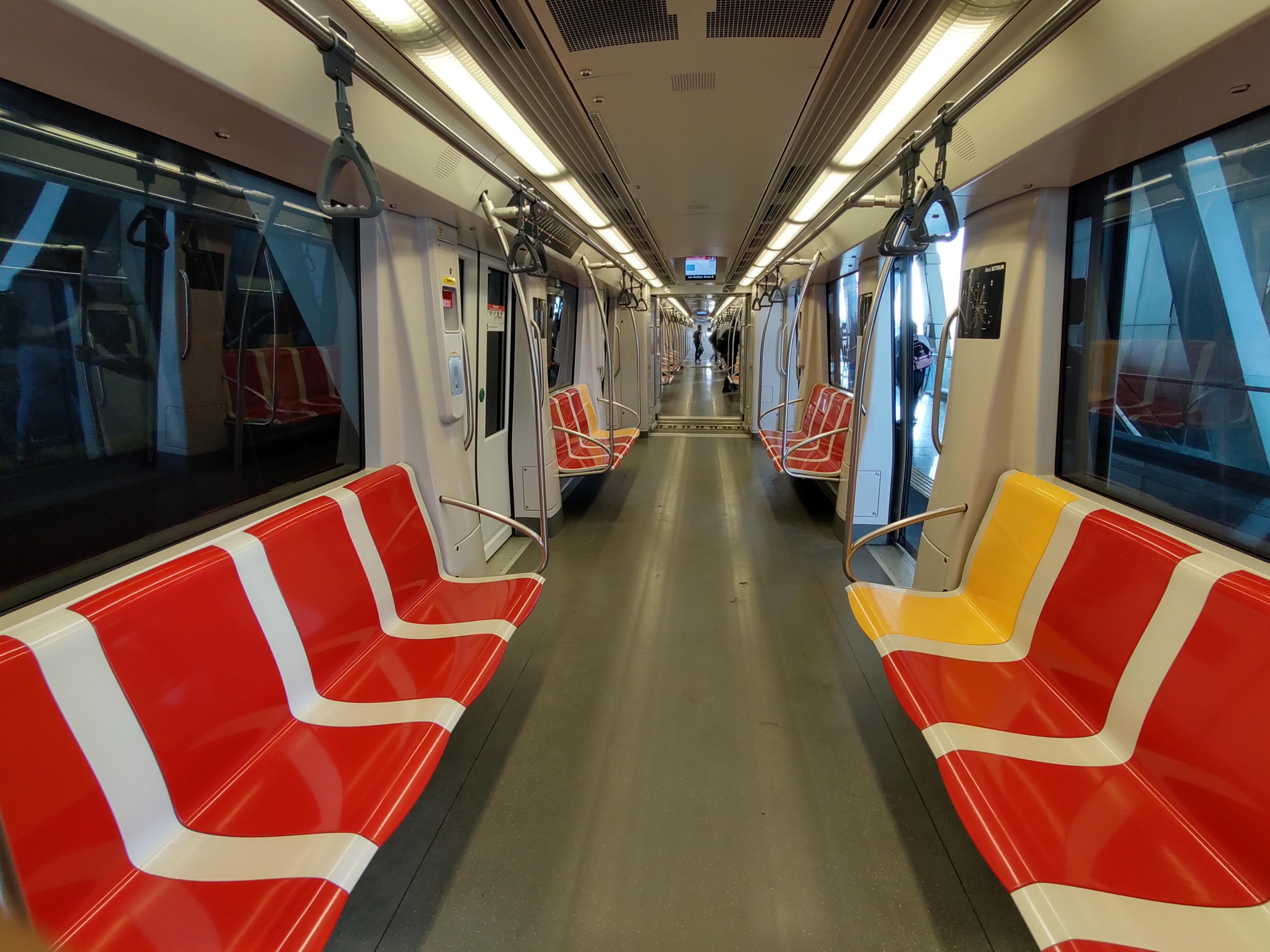
Interior de un Alstom Metropolis 9000 de SITEUR (vagón)

- Tecnología de tracción avanzada: Motores eléctricos de alta eficiencia y sistemas de frenado regenerativo que contribuyen a una reducción significativa en el consumo de energía.

- Sistemas de seguridad: Equipado con tecnologías de vanguardia como el control automático de trenes (CBTC, por sus siglas en inglés), que permite una mayor frecuencia de servicios y mejora la seguridad.

## Implementaciones Destacadas
El modelo Metropolis 9000 se ha implementado con éxito en varias ciudades, entre ellas:
Barcelona, España: Forma parte de las líneas L2, L4, L9 y L10, caracterizadas por su tecnología sin conductor (menos la L2 y L4, aunque la L2 funciona automático con conductor) y capacidad para transportar un alto volumen de pasajeros.

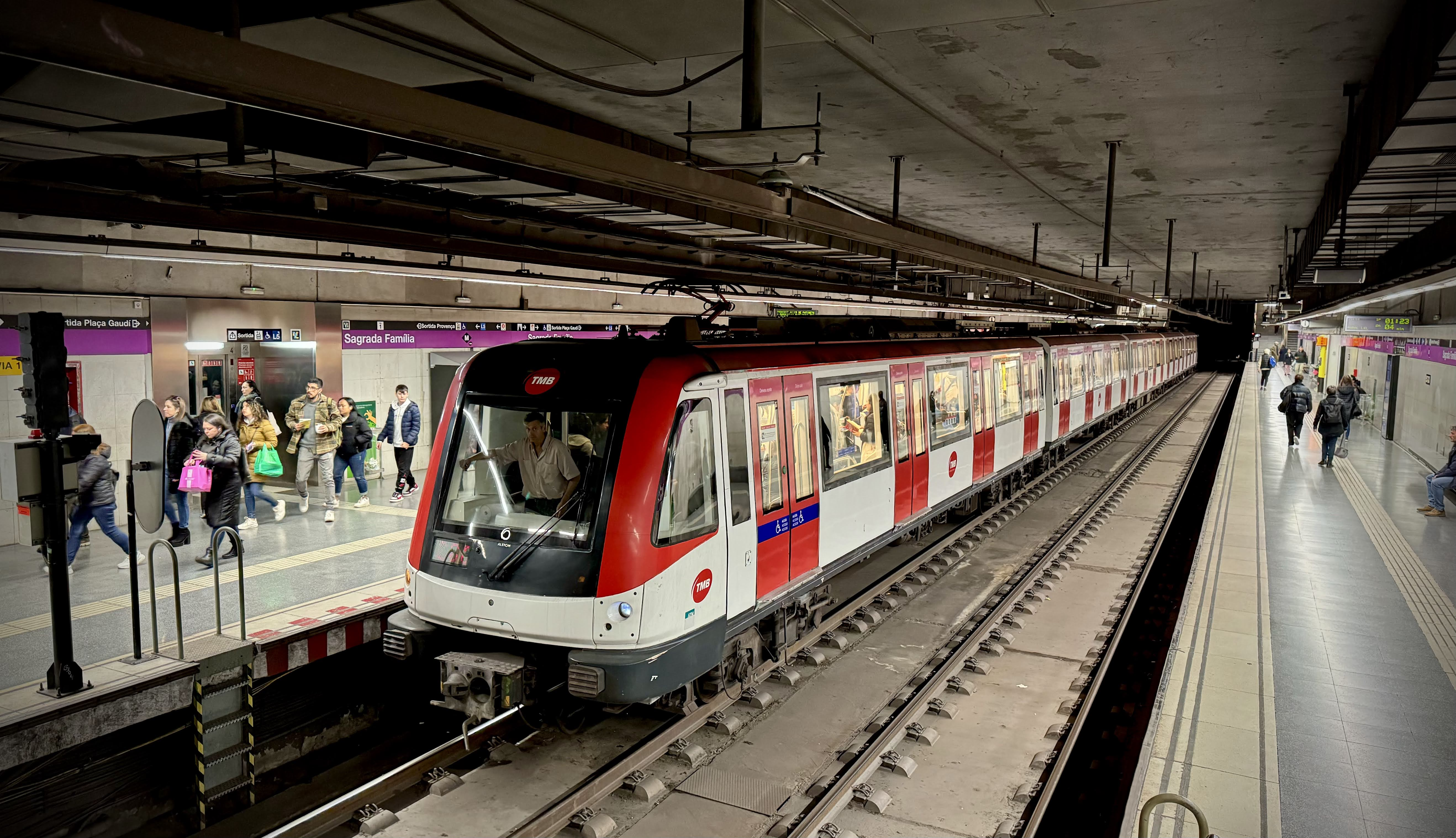
Tren de la serie 9000 parado en la Estación de Sagrada Família.

Lima, Perú: Presente en la Línea 1 del Metro de Lima, contribuyendo a mejorar la movilidad urbana en la ciudad.

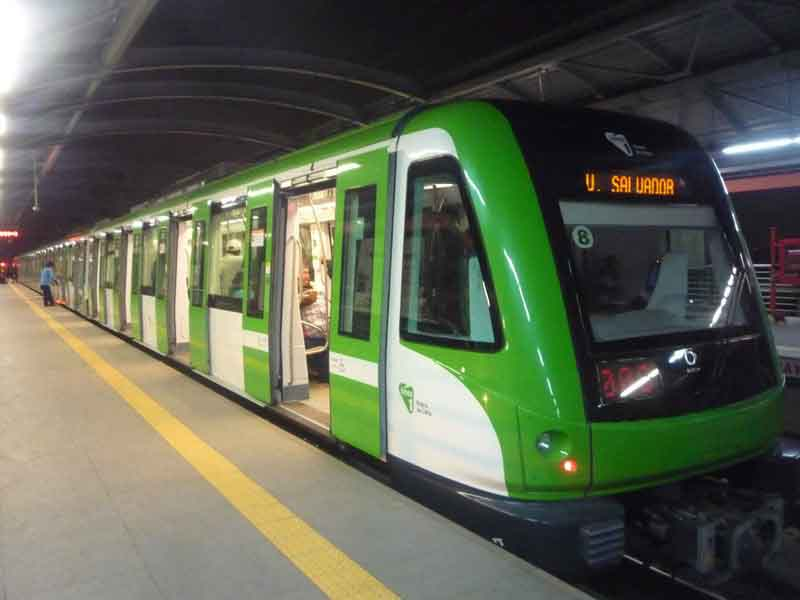
Tren del Metro de Lima en la estación Villa El Salvador

Santo Domingo, República Dominicana: Utilizado en el Metro de Santo Domingo, desempeñando un papel clave en el transporte público de la capital.
Guadalajara, México: En la línea 3 integrado en el sistema de transporte del Metro de Guadalajara.
Ciudad de Panamá, Panamá: Parte del sistema del Metro de Panamá, ayudando a conectar la ciudad de manera eficiente.

## Sostenibilidad
El Alstom Metropolis 9000 destaca por su compromiso con la sostenibilidad. Los materiales reciclables empleados en su fabricación y su diseño energéticamente eficiente contribuyen a reducir la huella ambiental de las operaciones de transporte urbano.

## Reconocimientos
El modelo ha recibido numerosos elogios por su innovación tecnológica y su contribución al transporte sostenible, consolidándose como una opción preferida para ciudades que buscan modernizar y expandir sus sistemas de metro.

## Fabricación
El Alstom Metropolis 9000 se fabrica en la planta de Alstom ubicada en Santa Perpètua, Barcelona, España.
Con su combinación de tecnología de punta, flexibilidad operativa y enfoque sostenible, el Alstom Metropolis 9000 representa una solución de transporte moderna y eficiente para ciudades en constante crecimiento.
- Datos: Q131629759